# Миоко Мацутани
Миоко Мацутани (на японски: 松谷みよ子; на английски: Miyoko Matsutani) е японска писателка, авторка на бестселъри в жанра детска литература.

## Биография и творчество
Миоко Мацутани е родена на 15 февруари 1926 г. в Канда, Токио, Япония. Баща ѝ е адвокат. През 1943 г. завършва девическа гимназия и започва работа във Военноморския хидрографски отдел. Там на 17 години започва да пише първите си разкази за деца.
През 1945 г. се евакуира в Нагано, заради бомбардировките на Токио през Втората световна война. В Нагано през 1947 г. среща детския писател Йоджи Цубота, който след завръщането ѝ в Токио, през 1948 г. съдейства за публикуването на разказите ѝ, а после и на първия ѝ сборник от приказки „Децата, които се превърнаха в миди“ през 1951 г. Книгата е удостоена с Японската награда за детска литература от нови писатели.
Омъжва се през 1955 г. за Такуо Сегава, японски фолклорист и ръководител на кукления театър „Таро За“. Заедно със съпруга си събира разкази и приказки из селата на Япония в региона Шиншу. Те я вдъхновяват да напише историите за Татсуноко Таро. Първата книга от поредицата „Таро – синът на дракона“ е издадена през 1960 г. Книгата е удостоена с наградата „Ханс Кристиан Андерсен“ и други награди.
Сред нейните многобройни награди са наградата „Нома“ за детска литература през 1964 г. за „Chiisai Momo-chan“, наградата „Акайтори“ за детска литература през 1975 г. за „Momo-chan to Akane-chan“ (Момо и Акане), наградата „Шогакукан“ за „Ano yo kara no hi“ (Огън от отвъдното).
Тя е активист на мира и в произведенията си често разглежда теми от войната и мира, като в книгата „Machinto“.
Като ръководител на фолклорен изследователски център тя събира и преразказва народни приказки от цяла Япония, като съставя сборник от 12 тома за периода Мейджи (1868 – 1912).
Миоко Мацутани умира на 28 февруари 2015 г. в Токио.

## Произведения

### Издадени на български език
- Таро – синът на дракона (龍の子太郎), изд.: „Отечество“, София (1981), прев. Цветана Кръстева, илюстр. Ралица Николова
- Историята на говорещото столче, изд.: „Отечество“, София (1985), прев., илюстр. Петър Терзиев
- Моята Ане Франк (私のアンネ=フランク 直樹とゆう子の物語), изд.: „Сиби“, София (1995), прев. Ружа Стоянова, илюстр. Христо Брайков

### Екранизации
- 1976 ふたりのイーダ (Futari no iida) – сюжет
- 1979 龍の子太郎 (Tatsu no ko Tarô) – по романа
- 2010 Gekijô-ban: Kaidan resutoran – по поредицата